# Wald von Chantilly

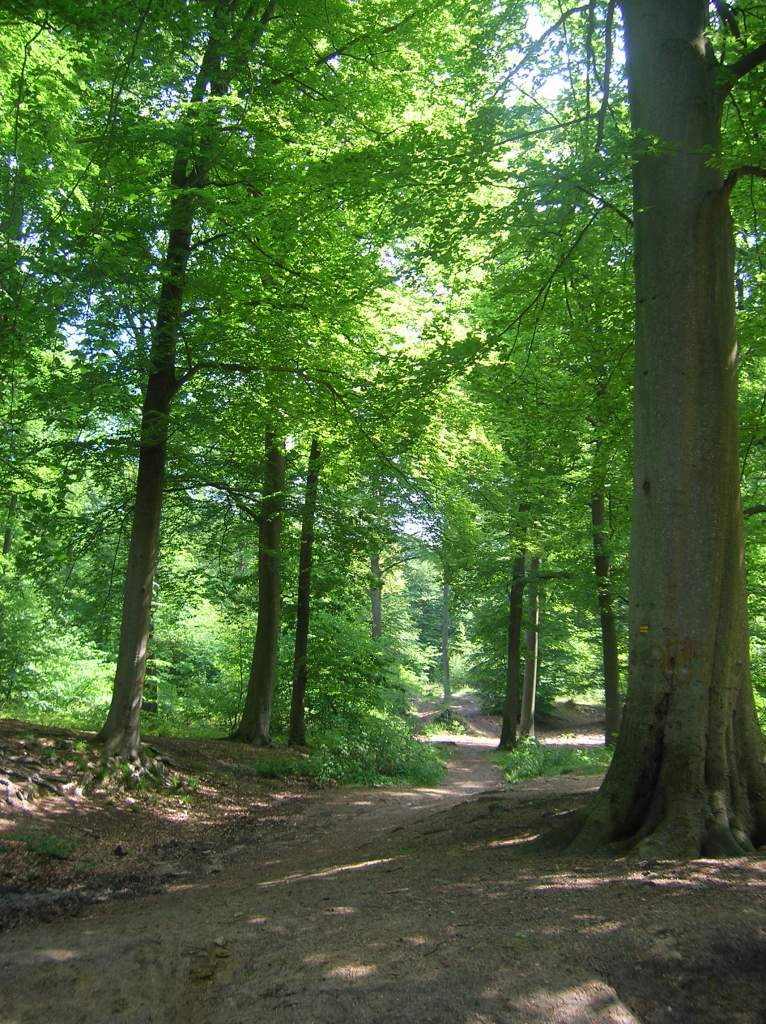
Im südlichen Teil des Waldes von Chantilly (Wald von Coye)

Der Wald von Chantilly (franz. Forêt de Chantilly) ist ein Waldgebiet, das etwa 36 km nördlich von Paris 6344 Hektar bedeckt. Es erstreckt sich über die beiden Départements Oise und Val-d’Oise. Auf dem Gebiet des Waldes liegen 15 Gemeinden.
Seit dem Mittelalter gehörte das Gebiet zu den Besitztümern der Herren von Chantilly. Seit 1897 ist es im Besitz des Institut de France und steht unter Naturschutz. Der Wald wird vom Office national des forêts verwaltet. Er besteht zu 48 % aus Eichen, zu 12 % aus Waldkiefern und zu 9 % aus Rotbuchen. 
Teile des Waldes gehören zum Natura-2000-Netzwerk, um seltene und gefährdete Lebensräume von Vögeln zu schützen. Gleichzeitig stehen sechs Bauwerke im Wald unter Denkmalschutz. Nach wie vor finden im Wald Treibjagden statt, er wird auch für das Training von Rennpferden genutzt. Zusammen mit dem Wald von Halatte und dem Wald von Ermenonville bildet er das Drei-Wälder-Massiv.